# Liste des présidents du Conseil d'État du canton de Genève
Cette page présente la liste chronologique des présidents du Conseil d'État du canton de Genève.
Hors période 2013-2010, cette présidence est tournante.
| Période                                                                         | Période           | Nom | Nom                     | Parti | Parti     | Membre du Conseil d'État |
| ------------------------------------------------------------------------------- | ----------------- | --- | ----------------------- | ----- | --------- | ------------------------ |
| 1er décembre 1979                                                               | 30 novembre 1980  |     | Guy Fontanet            |       | PDC       | 1973-1985                |
| 1er décembre 1980                                                               | 14 décembre 1981  |     | André Chavanne          |       | PS        | 1961-1985                |
| 14 décembre 1981                                                                | 30 novembre 1982  |     | Robert Ducret           |       | PRD       | 1977-1989                |
| 1er décembre 1982                                                               | 30 novembre 1983  |     | Pierre Wellhauser       |       | PLS       | 1977-1989                |
| 1er décembre 1983                                                               | 30 novembre 1984  |     | Alain Borner            |       | PRD       | 1977-1985                |
| 1er décembre 1984                                                               | 25 novembre 1985  |     | Jaques Vernet           |       | PLS       | 1973-1989                |
| 25 novembre 1985                                                                | 30 novembre 1986  |     | Christian Grobet        |       | PS        | 1981-1993                |
| 1er décembre 1986                                                               | 30 novembre 1987  |     | Robert Ducret           |       | PRD       | 1977-1989                |
| 1er décembre 1987                                                               | 30 novembre 1988  |     | Pierre Wellhauser       |       | PLS       | 1977-1989                |
| 1er décembre 1988                                                               | 30 novembre 1989  |     | Jaques Vernet           |       | PLS       | 1973-1989                |
| 1er décembre 1989                                                               | 30 novembre 1990  |     | Dominique Föllmi        |       | PDC       | 1985-1993                |
| 1er décembre 1990                                                               | 30 novembre 1991  |     | Bernard Ziegler         |       | PS        | 1985-1993                |
| 1er décembre 1991                                                               | 30 novembre 1992  |     | Jean-Philippe Maitre    |       | PDC       | 1985-1997                |
| 1er décembre 1992                                                               | 5 décembre 1993   |     | Christian Grobet        |       | PS        | 1981-1993                |
| 6 décembre 1993                                                                 | 30 novembre 1994  |     | Claude Haegi            |       | PLS       | 1989-1997                |
| 1er décembre 1994                                                               | 30 novembre 1995  |     | Olivier Vodoz           |       | PLS       | 1989-1997                |
| 1er décembre 1995                                                               | 1er décembre 1996 |     | Guy-Olivier Segond      |       | PRD       | 1989-2001                |
| 2 décembre 1996                                                                 | 8 décembre 1997   |     | Jean-Philippe Maitre    |       | PDC       | 1985-1997                |
| 8 décembre 1997                                                                 | 7 décembre 1998   |     | Gérard Ramseyer         |       | PRD       | 1993-2001                |
| 8 décembre 1998                                                                 | 6 décembre 1999   |     | Martine Brunschwig Graf |       | PLS       | 1993-2005                |
| 7 décembre 1999                                                                 | 5 décembre 2000   |     | Guy-Olivier Segond      |       | PRD       | 1989-2001                |
| 6 décembre 2000                                                                 | 3 décembre 2001   |     | Carlo Lamprecht         |       | PDC       | 1997-2005                |
| 3 décembre 2001                                                                 | 3 décembre 2002   |     | Micheline Calmy-Rey     |       | PS        | 1997-2002                |
| 4 décembre 2002                                                                 | 2 décembre 2003   |     | Laurent Moutinot        |       | PS        | 1997-2009                |
| 3 décembre 2003                                                                 | 5 décembre 2004   |     | Robert Cramer           |       | Les Verts | 1997-2009                |
| 6 décembre 2004                                                                 | 5 décembre 2005   |     | Martine Brunschwig Graf |       | PLS       | 1993-2005                |
| 5 décembre 2005                                                                 | 5 décembre 2006   |     | Pierre-François Unger   |       | PDC       | 2001-2013                |
| 6 décembre 2006                                                                 | 4 décembre 2007   |     | Charles Beer            |       | PS        | 2003-2013                |
| 5 décembre 2007                                                                 | 2 décembre 2008   |     | Laurent Moutinot        |       | PS        | 1997-2009                |
| 3 décembre 2008                                                                 | 7 décembre 2009   |     | David Hiler             |       | Les Verts | 2005-2013                |
| 7 décembre 2009                                                                 | 30 novembre 2010  |     | François Longchamp      |       | PRD       | 2005-2018                |
| 1er décembre 2010                                                               | 6 décembre 2011   |     | Mark Muller             |       | PLR       | 2005-2012                |
| 7 décembre 2011                                                                 | 4 décembre 2012   |     | Pierre-François Unger   |       | PDC       | 2001-2013                |
| 5 décembre 2012                                                                 | 10 décembre 2013  |     | Charles Beer            |       | PS        | 2003-2013                |
| Entrée en vigueur de la nouvelle constitution : fin de la présidence tournante. |                   |     |                         |       |           |                          |
| 10 décembre 2013                                                                | 31 mai 2018       |     | François Longchamp      |       | PLR       | 2005-2018                |
| 1er juin 2018                                                                   | 13 septembre 2018 |     | Pierre Maudet           |       | PLR       | 2012-2021                |
| 13 septembre 2018                                                               | 17 octobre 2020   |     | Antonio Hodgers         |       | Les Verts | Depuis 2013              |
| Modification de la constitution : retour de la présidence tournante.            |                   |     |                         |       |           |                          |
| 17 octobre 2020                                                                 | 31 mai 2021       |     | Anne Emery-Torracinta   |       | PS        | Depuis 2013              |
| 1er juin 2021                                                                   | 31 mai 2022       |     | Serge Dal Busco         |       | PDC       | Depuis 2013              |
| 1er juin 2022                                                                   | 31 mai 2023       |     | Mauro Poggia            |       | MCG       | Depuis 2013              |
| 1er juin 2023                                                                   | 31 mai 2024       |     | Antonio Hodgers         |       | Les Verts | Depuis 2013              |
| 1er juin 2024                                                                   | en fonction       |     | Natalie Fontanet        |       | PLR       | Depuis 2013              |